# Sentenhof

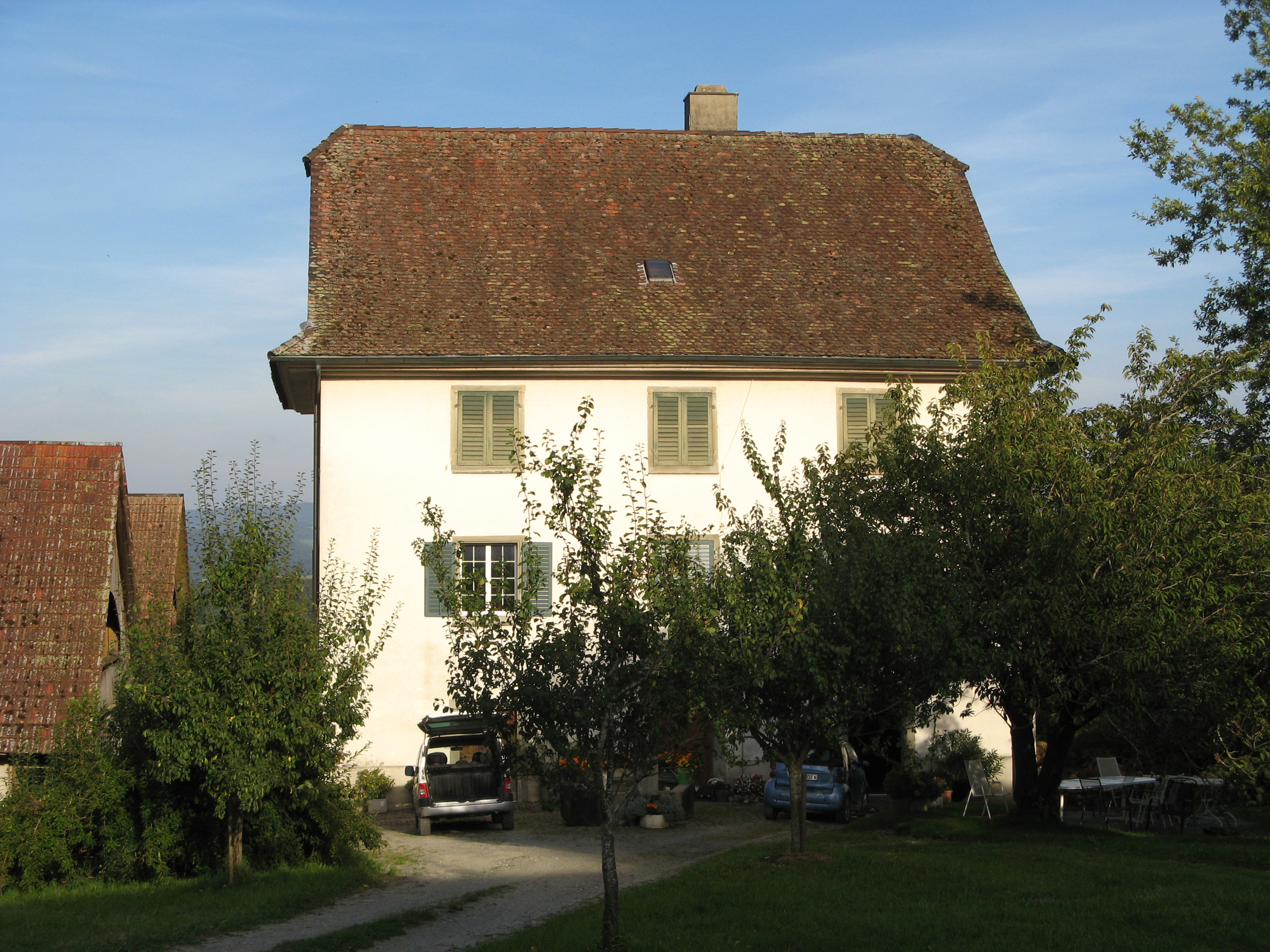
Herrenhaus des Sentenhofs

Der Sentenhof ist ein Milchwirtschafts- und Ackerbaubetrieb in Boswil im Kanton Aargau. Mit einer Fläche von 112 Hektaren ist er der grösste private landwirtschaftliche Betrieb des Aargaus und einer der grössten der Schweiz. Er liegt südlich des Dorfes am Osthang des Lindenbergs auf einer Höhe von 440 bis 600 m ü. M. Der Sentenhof ging aus einem Gutshof des Klosters Muri hervor. Zwei Gebäude stehen unter Denkmalschutz, die frühere Käserei (1540) und das Herrenhaus (1759).

## Geschichte
Das Kloster Muri, eine im Jahr 1027 gegründete Benediktinerabtei, besass gemäss der Acta Murensia bereits vor 1160 Rechte an Alpweiden in Gersau und in Nidwalden, um die Versorgung mit Fleisch- und Milchprodukten sicherzustellen. Hinzu kamen drei kleine Schweighöfe in Muri. Bis zum 14. Jahrhundert gingen die Güter in der Innerschweiz verloren, während sich auf den lokalen Gütern der Ackerbau durchsetzte. Zwischen 1426 und 1483 erwarb die Abtei einen grossen Teil der Güter und Rechte im benachbarten Boswil und bildete auf der Boswiler Allmend einen geschlossenen Komplex. Die erste urkundliche Erwähnung des dort errichteten Sentenhofes erfolgte im Jahr 1502.
Der Sentenhof war ein eigenwirtschaftlicher Betrieb der Abtei. Er wurde von einem Meistersenn geleitet und war auf die Milchwirtschaft beschränkt. Bereits 1528 zählte er 33 Milchkühe und 3 Stiere. Den grössten Teil des Ertrags verbrauchten der Konvent und die Dienstleute, der Rest wurde auf dem Markt verkauft. 1771 gab die Abtei den Sentenhof als Lehen aus, stellte aber ab 1780 wieder einen Meistersenn ein. Nach der Aufhebung des Klosters im Jahr 1841 übernahm eine Aktiengesellschaft den Betrieb. 1846 wurde der Sentenhof an die Familie Ineichen verkauft, die ihn heute noch führt. Kurz nach dem Verkauf begann die Familie mit dem Anbau von Getreide. Die Käserei wurde 1912 aus wirtschaftlichen Gründen aufgegeben. Seit 2001 wird der Sentenhof nach den Kriterien der ökologischen Landwirtschaft geführt.

## Gebäude

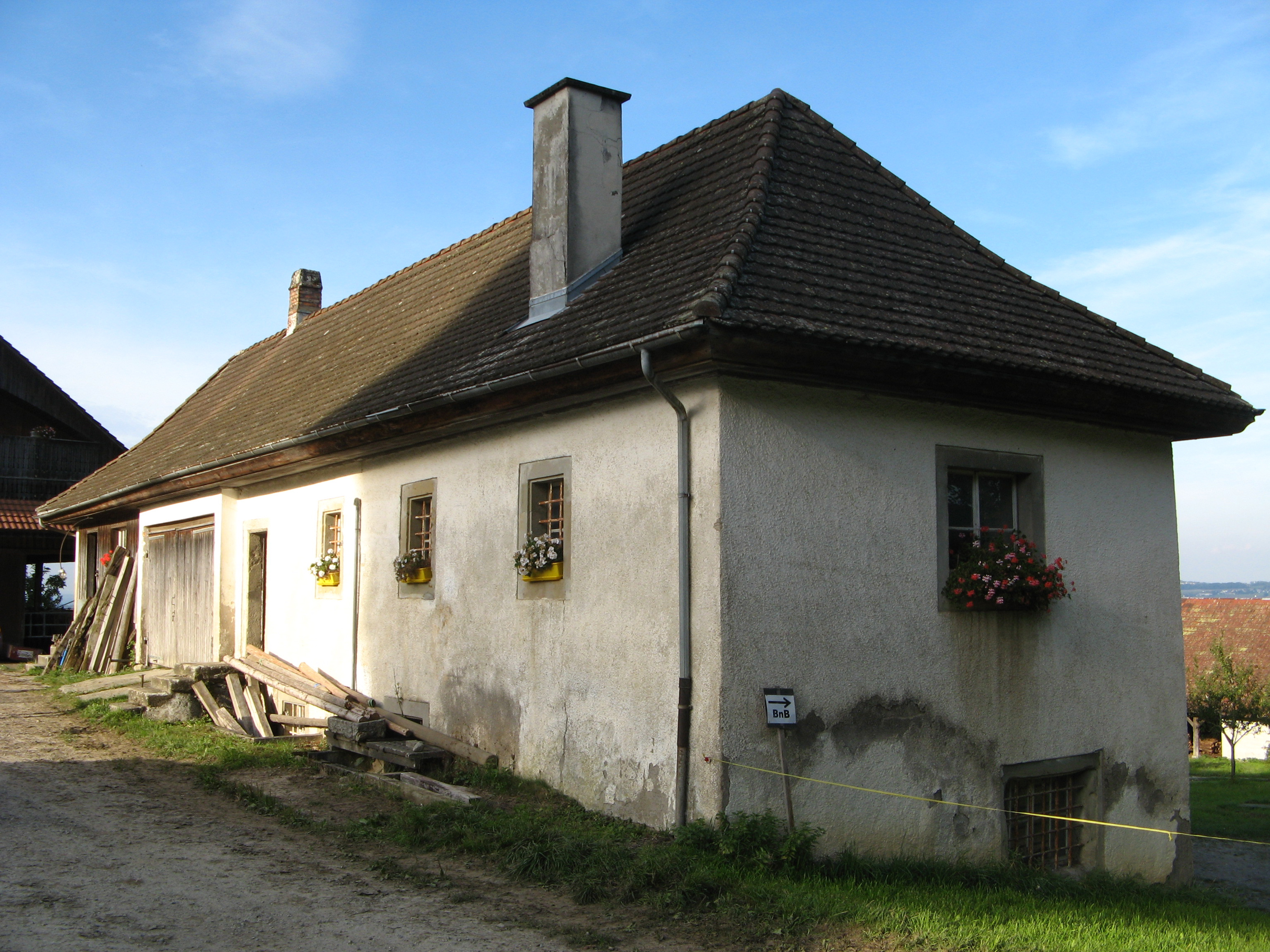
Käsereigebäude

Von den insgesamt 15 Wohn- und Ökonomiegebäuden des Sentenhofes sind zwei von besonderer Bedeutung. Den Mittelpunkt der Gebäudegruppe bildet das im Jahr 1759 im Auftrag des Klosters Muri errichtete Herrenhaus. Dabei handelt es sich um einen dreigeschossigen Mauerbau unter einem geknickten, knapp vorspringenden Gerschilddach. Die Fassade besitzt axial gesetzte Einzelfenster und ovale Lüftungsöffnungen im Giebelfeld. Auf der Traufseite befindet sich das aus Sandstein gehauene Eingangsportal mit gedrücktem Rundbogen und Schlussstein. Von der historischen Ausstattung übrig geblieben sind eine Stuckdecke im zweiten Obergeschoss und einzelne Möbelstücke. Vor dem Haus steht ein im Jahr 1784 angefertigter Brunnen mit sechseckigem Trog. Das im Jahr 1540 errichtete ehemalige Käsereigebäude bildet den ältesten erhalten gebliebenen Teil des Sentenhofes. Der längliche eingeschossige Mauerbau besitzt einen ausgedehnten Gewölbekeller. 1860 wurde das Gebäude verlängert und mit einem Walmdach versehen.